# Se non avessi te/Ora che ci sei
Se non avessi te/Ora che ci sei è un singolo della cantante italiana Fiordaliso, pubblicato dalla Emi Italiana nel 1989 come estratto dall'album Io... Fiordaliso.

## Descrizione
Il singolo venne inserito nell'album raccolta Io... Fiordaliso, pubblicato subito dopo la kermesse sanremese e fu l'ultimo lavoro con Toto Cutugno. Riscosse un buon successo commerciale raggiungendo la 10 posizione nella Hit Parade e la posizione 79 dei 100 singoli più venduti del 1989. 
Se non avessi te fu composto da Toto Cutugno e partecipò al Festival di Sanremo 1989 giungendo alla 6ª posizione. È un duetto cantato, come il brano dell'anno precedente, con il corista Claudio Cabrini. 
Ora che ci sei è il brano presente nel lato b del disco, scritto da Toto Cutugno e cantato dalla sola Fiordaliso. Fu anch'esso inserito nell'album antologico Io...Fiordaliso.

## Tracce
1. Se non avessi te
2. Ora che ci sei